# Tankvärt Gotland
Tankvärt Gotland AB är ett svenskt företag för försäljning av fordonsbränsle och eldningsolja.
Tankvärt Gotland startades av Åsa Eklöf 2002. Det säljer fordonsbränsle i automatanläggningar i Visby, Roma, Hemse, Källunge, När, Garda och Lärbro på Gotland.
Företaget bildades efter det att flera små mackar på Gotland gick dåligt och lades ned av de stora bensinbolagen. Åsa Eklöf köpte då upp dem och startade Tankvärt tillsammans med en kompanjon.